# 중화민국 여권

2020년부터 발행된 중화민국 여권 표지

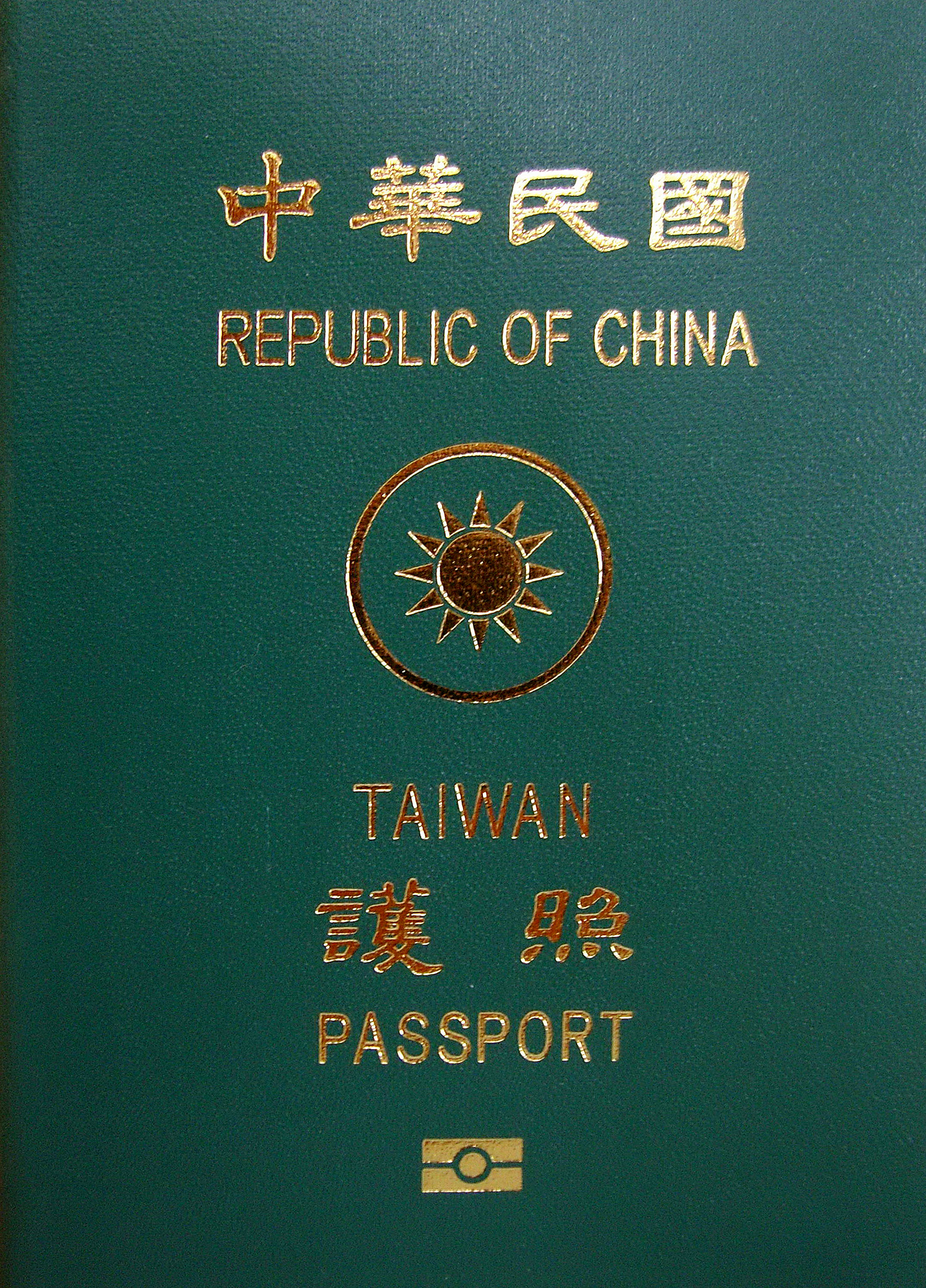
2008년에 발행된 중화민국 여권 표지

중화민국 여권(中華民國 旅券, 중국어: 中華民國護照) 또는 타이완 여권(중국어: 臺灣護照)은 중화민국 정부가 자국민에게 발급하는 여권이다. 모든 중화민국 국민은 중화민국 여권을 신청할 수 있다.
여권은 국민번호가 있는 여권과 없는 여권으로 구분된다. 국민번호가 없다는 말은 중화민국에 호적이 없다는 말을 의미하며, 보통 국공내전 이전에 해외로 이주한 화교나 그의 후손들의 여권에는 국민번호가 없다. 국민번호가 없을 경우 국민번호가 있는 대만 여권 소지자들이 누리는 무비자 혜택을 대부분 받을 수 없으며, 중화민국에 입국할 때도 재입국 허가를 받아 체류해야 했다. 국민번호가 없는 중화민국 국적자가 국민번호를 받으려면 재입국 허가를 받아 중화민국에 입국, 12개월간 거주한 뒤 호적 등록을 신청해야 한다.
2003년 이전까지 발행된 여권 표지에는 국호가 "중화민국"(Republic of China)으로만 표기되어 있었으나, 2003년 6월 12일에 민주진보당의 천수이볜 정권 당시 중화민국 외교부가 여권 표지에 "타이완"(Taiwan)이라는 영문 국호를 추가하기로 결정했다. 외교부는 중화인민공화국과의 혼동을 피하고 타이완 출신 여행객 또는 중화민국 국적을 가진 국민이 외국 세관에서 중화인민공화국 또는 중국 대륙 출신으로 오인하는 것을 피하기 위한 조치라고 설명했다. 2003년 9월 1일에는 "타이완"(Taiwan)이라는 국호가 추가된 새 여권 발급이 개시되었다. 이후 2008년에 중국 국민당의 마잉주 정권으로 교체되며 타이완 표기를 빼려는 시도도 있었으나, 이미 해외에 중화민국이 타이완으로 널리 알려진 만큼 인지도를 감안해 "타이완"(Taiwan) 표기를 유지하겠다고 발표하였다. 2008년 12월 29일에는 중화민국 외교부 영사사무국이 생체인증 여권 발급을 개시했다.
민주진보당의 차이잉원 정권 시기이던 2020년 9월 2일에는 중화민국 외교부에서 중화민국을 뜻하는 "Republic of China"라는 작은 글자가 중화민국의 국장을 둘러싼 디자인, 타이완을 뜻하는 "Taiwan"이라는 큰 글자가 쓰여진 디자인이 들어간 새로운 여권 표지를 공개했다. 2021년 1월 11일에는 새로운 표지 디자인을 사용한 중화민국 여권이 개시되었다.
중화민국 여권 소지자는 2020년 1월 기준으로 146개국에 무비자로 입국이 가능하다. 세계적으로 중화민국을 정식 국가로 승인하지 않는 나라가 상당수 있어, 여권을 인정하지 않는 국가도 있다.

## 종류
- 일반 여권
- 외교관 여권
- 공무 여권

## 중화민국 여권을 인정하지 않는 국가
- 뉴질랜드 : 외교관 여권 소지자는 입국이 거부된다.
- 모리셔스 : 중화민국 여권을 인정하지 않으며, 사전에 입국 허가를 취득해야 한다.
- 세르비아 : 세르비아 출입국시 여권 대신 세르비아 정부에서 발급한 여행 문서를 사용해야 한다.
- 불가리아 : 외교관 여권 소지자는 입국이 거부된다.
- 브라질 : 브라질 출입국시 여권 대신 브라질 정부가 발급한 여행 문서를 사용해야 한다.
- 자메이카 : 여권 대신 신원보증서가 필요하다.
- 조지아 : 중화민국 국민의 입국을 허가하지 않는다.
- 중화인민공화국,  홍콩 : 여권 대신 대만거민래왕대륙통행증(zh:台灣居民來往大陸通行證)이나 중화인민공화국여행증(zh:中華人民共和國旅行證)이 필요하다

국가는 아니지만 미국 뉴욕에 위치한 유엔 본부 역시 중화인민공화국을 중국의 유일한 합법 정부로 승인하기 때문에 중화민국 여권을 인정하지 않는다. 따라서 중화민국 국적자들은 입장시 운전면허증 등 기타 신분증이나 중화인민공화국에서 발급한 대만거민래왕대륙통행증 등을 제시해야 한다.

## 갤러리

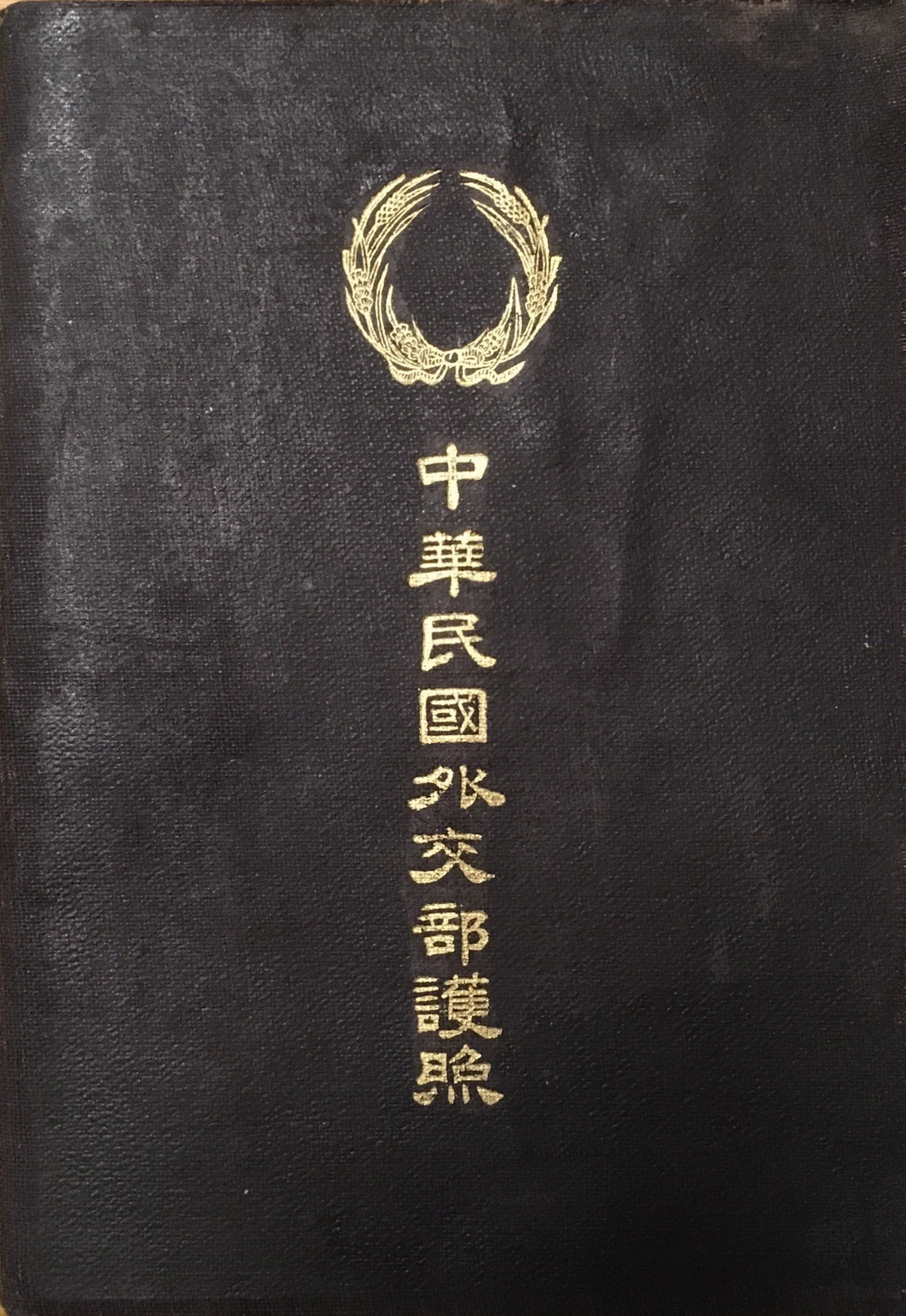
1920년대 베이양 정부가 발행한 중화민국 외교부 여권
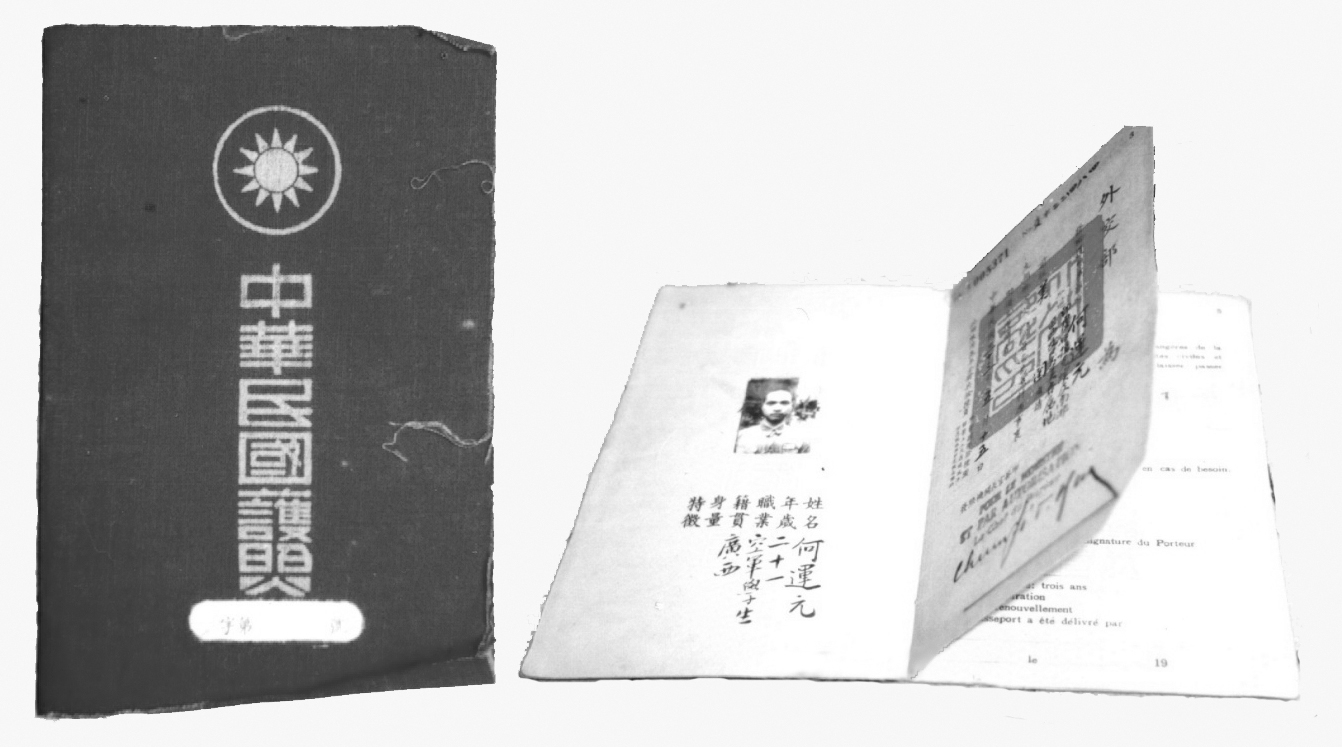
1946년경 발행된 중화민국 여권
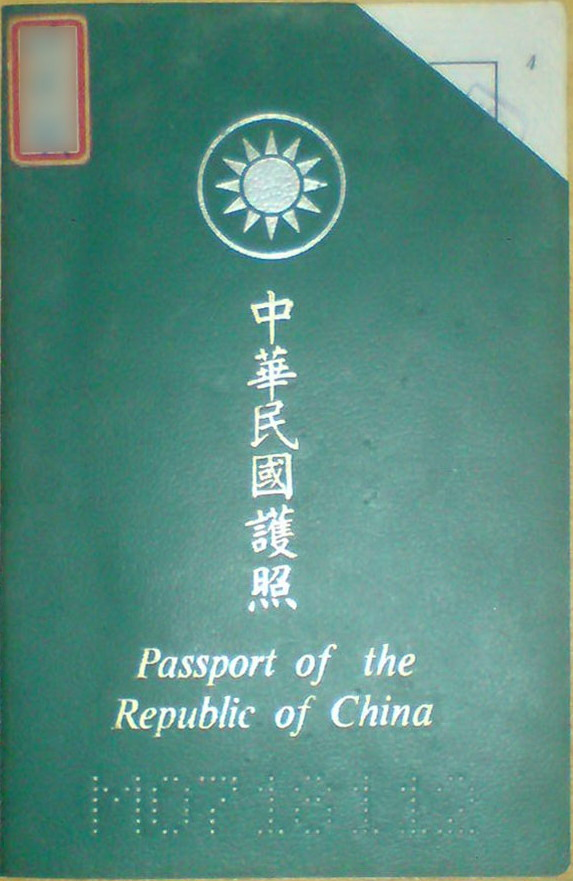
1980년 발행된 여권은 여권번호를 창문에 노출시키는 디자인을 없애고 여권번호 표지에 구멍을 뚫어 여권 전체를 관통했다.
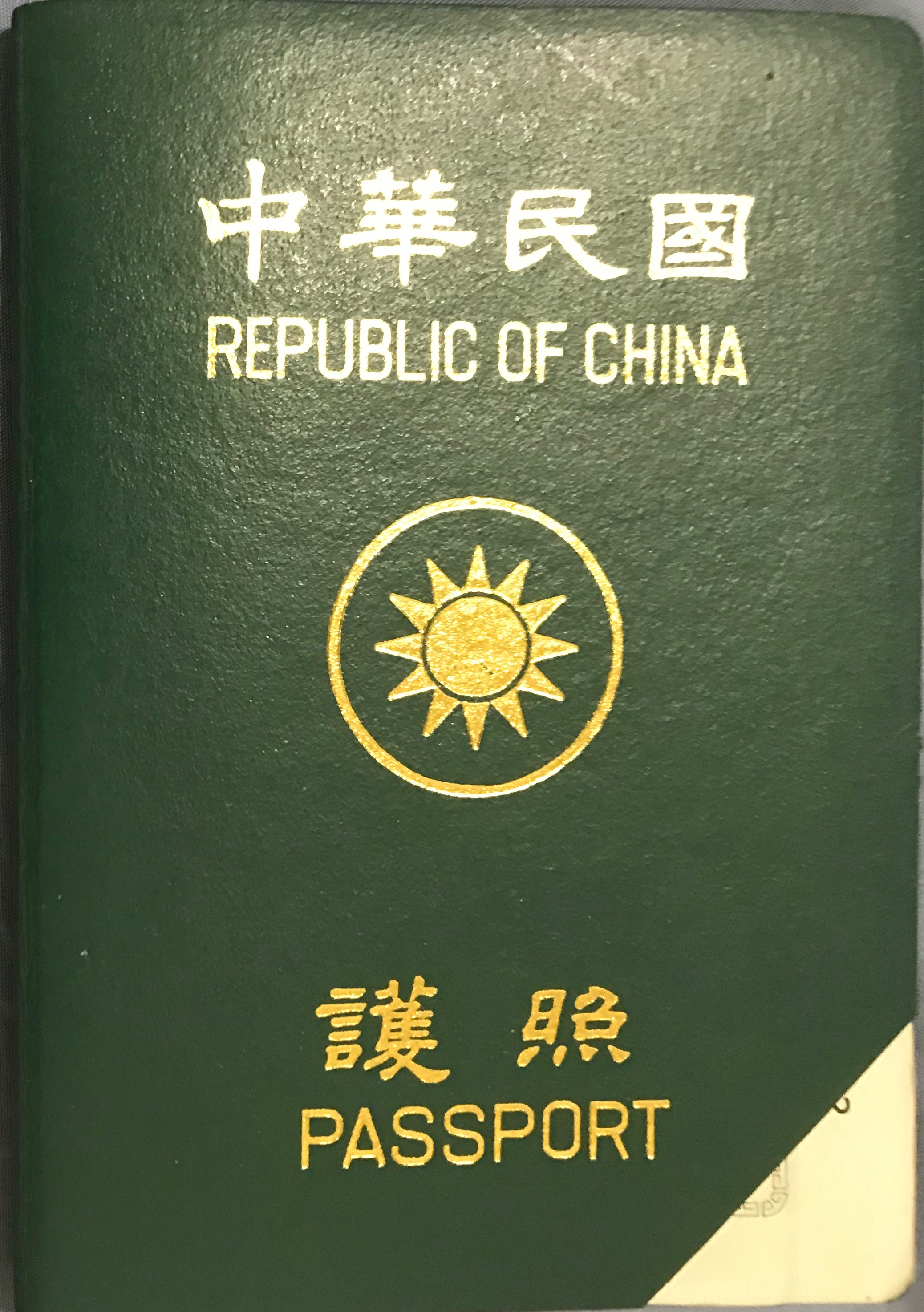
1995년 발행한 여권. 기계 판독 기능이 추가되었다.
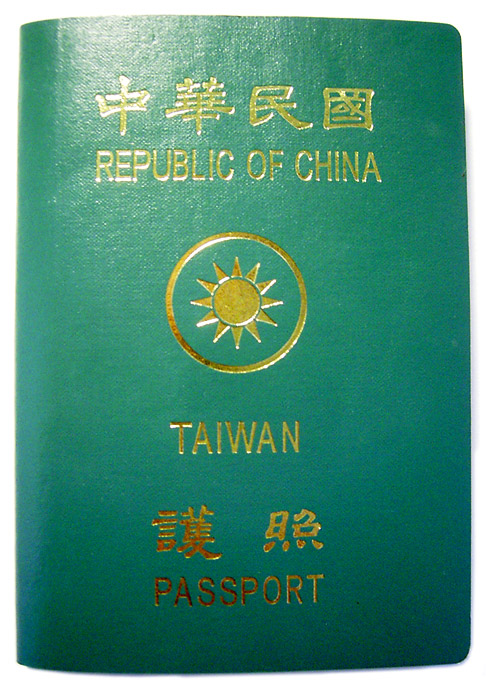
2003년 발행 여권에는 "TAIWAN"이라는 글자가 추가되었다.
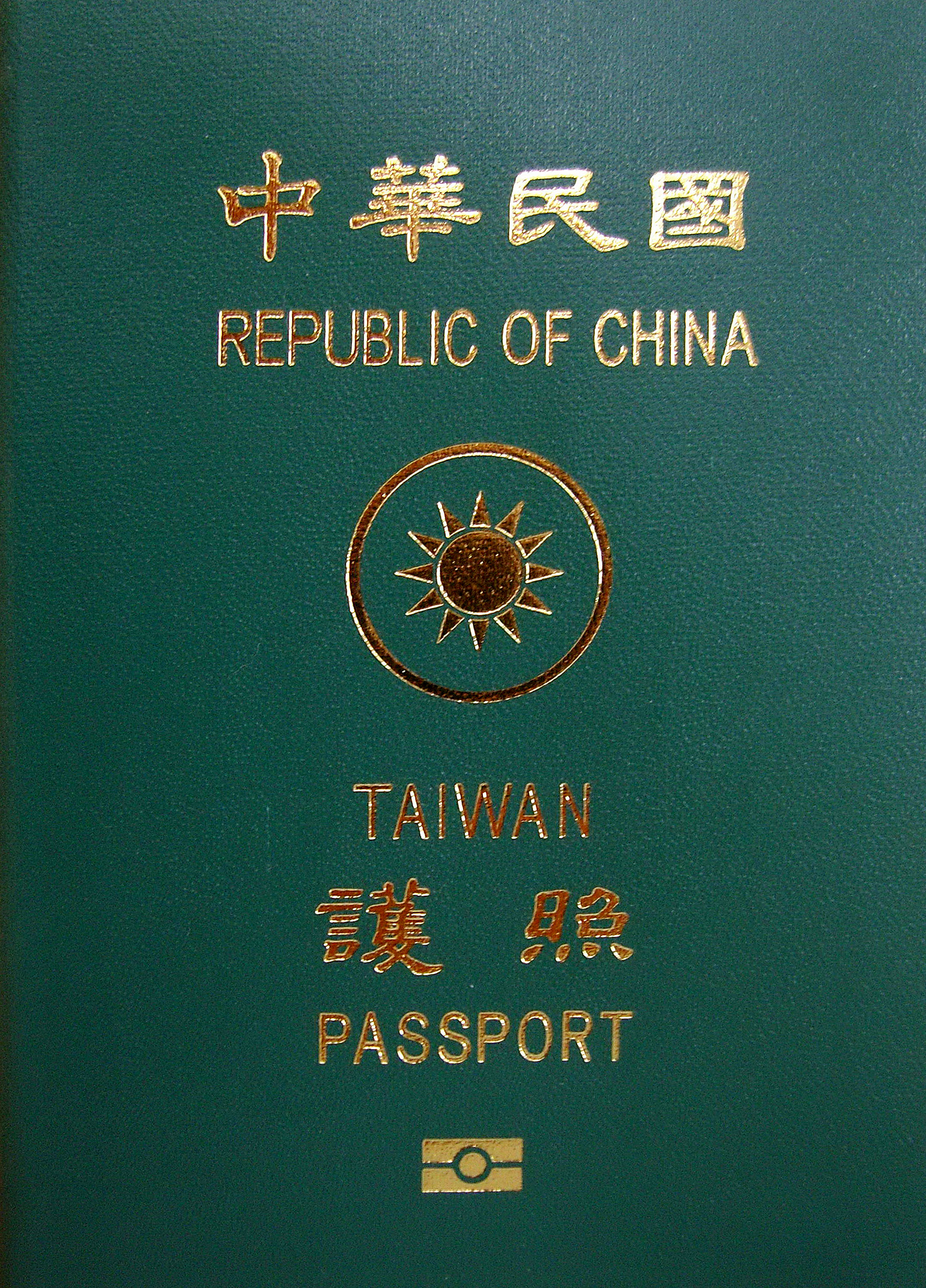
2008년 발행 여권.  하단 왼쪽 상단에 비접촉 칩이 삽입되었다.
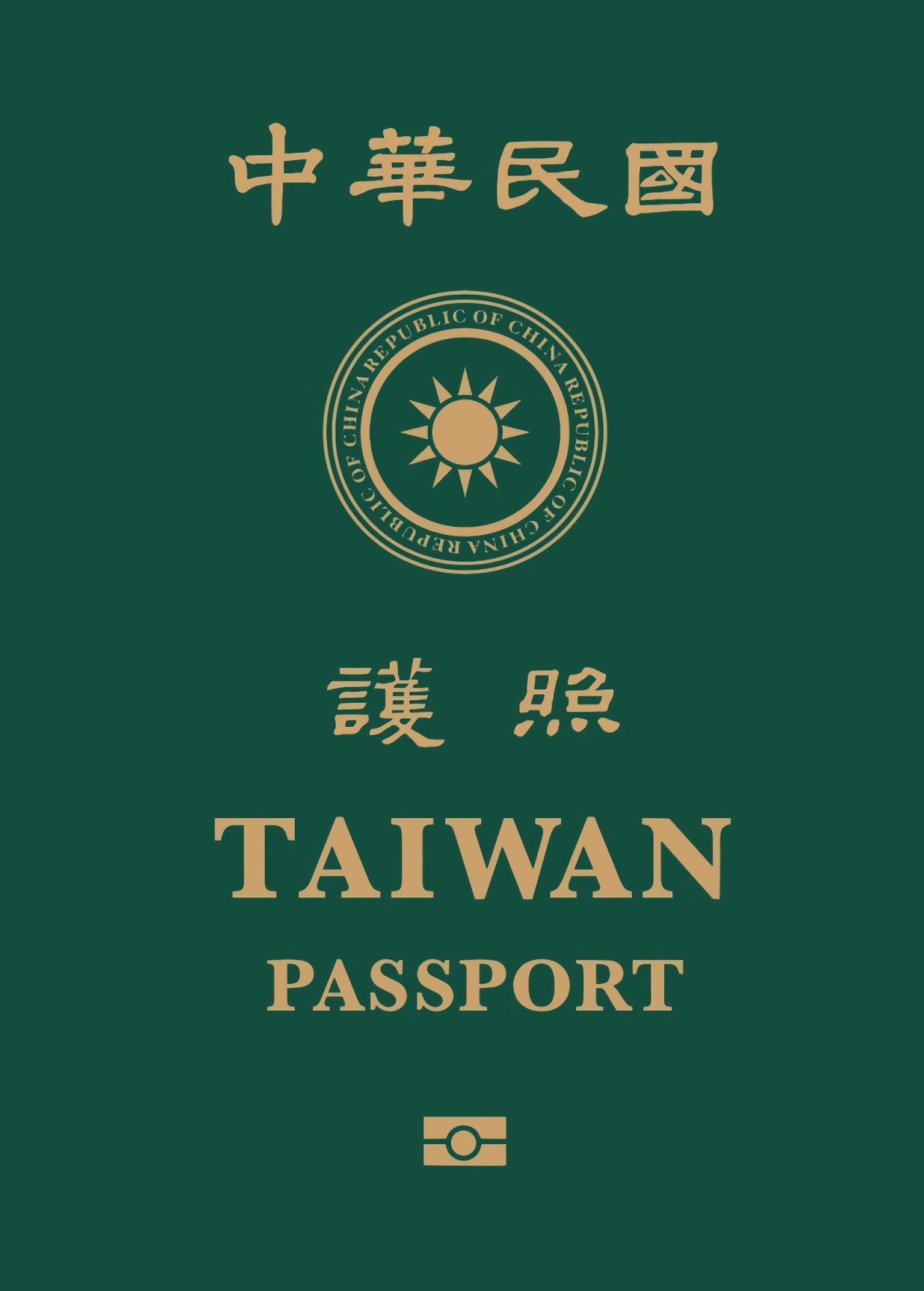
2020년 9월 2일에 공개되어 2021년 1월 11일 신청 접수한 여권. TAIWAN 문자가 확대되고 Republic of China 글자의 크기와 위치가 조정되었다.
2020년 공개된 여권에서 "REPUBLIC OF CHINA"라는 국가 이름이 국가 상징의 바깥쪽 고리에 쓰여있다.

## 같이 보기
- 대만 정명운동
- 중화민국의 대외 관계